# 耶馬溪山移インターチェンジ
耶馬溪山移インターチェンジ（やばけいやまうつりインターチェンジ）は、大分県中津市にある中津日田道路のインターチェンジである。

## 道路
- 中津日田道路（9番）

## 接続する道路
- 大分県道28号森耶馬溪線

## 歴史
- 2012年（平成24年）3月31日 : 本耶馬渓IC - 耶馬溪山移IC間開通に伴い供用開始。
- 2021年（令和3年）2月28日 : 耶馬溪山移IC - 下郷交差点間開通[1]。

## 隣
中津日田道路
(8) 本耶馬渓IC - (9) 耶馬溪山移IC - (10) 下郷交差点

## 最寄りの施設
- 中津市役所耶馬溪支所
- 耶馬溪ダム
- 溪石園
- 耶馬溪アクアパーク
- 深耶馬溪
- 深耶馬溪観光案内所
- 深耶馬溪温泉館 もみじの湯
- 耶馬渓ふるさと村 旬菜館
- 耶馬溪サイクリングターミナル